# النشيد الوطني القطري
تم اعتماد النشيد الوطني لدولة قطر مع بزوغ عهد جديد لتولي الشيخ حمد بن خليفة آل ثاني مقاليد الحكم في البلاد أميراً لدولة قطر، وعزف النشيد الوطني الحالي ولأول مرة يوم السبت الموافق 7 ديسمبر 1996 م، وذلك أثناء استقبال قادة دول مجلس التعاون بمناسبة انعقاد الدورة السابعة عشرة لقمة مجلس التعاون بالدوحة.

## كلمات النشيد الحالي
كلمات النشيد:الشاعر مبارك بن سيف آل ثاني،
الحان النشيد : الملحن عبد العزيز ناصر العبيدان الفخرو
| النشيد الوطني القطري | قسماً قسماً قسمـاً بمـن رفـع السـماء قسمـاً بمـن نشـر الضـياء قطر ستـبـقى حـرة *** تسمـو بـروح الأوفــيـاء سـيروا عـلى نـهـج الألـى سيروا *** وعـلى ضياء الأنبـياء قطر بقــلـبي سـيرة *** عـزّ وأمجـاد الإبــاء قطر الرجـال الأولــين *** حمــاتنـا يـوم النــداء وحمــائـم يـوم السلام *** جــوارح يــوم الفــداء | النشيد الوطني القطري |

## حول معاني كلمات النشيد
يبدأ النشيد بالقسم بالله الذي رفع السماء ونشر الضياء بأن تبقى [قطر] دائماً وأبداً حرة عزيزة كريمة تسموترتفع أمجادها بروح الأوفياء المخلصين. ويحث النشيد في القسم الأول منه على التزام أبناء قطر بالسير قدماً على نهج الأجداد أهل العزة والكرامة والعلم والدين، أهل الرأي والبصيرة. والسير على ضياء الأنبياء، وما جاءوا به من الحق والخير والجمال، فقطر في قلوب أبنائها سيرة عزة وأمجاد تأبى أن ينال منها أحد.
القسم الثاني والأخير يؤكد النشيد على أن رجال قطر اليوم حماة أرضها وكرامتها هم امتداد لرجال قطر الأوائل الذين حموها بالأمس وسجلوا أروع صفحات تاريخها بأحرف من نور، فالأبناء كأجدادهم الأوائل، أوائل في جميع الميادين، إنهم كأولئك حمائم يوم السلام، جوارح يوم الفدا، ويختتم النشيد بالعودة إلى التأكيد على القسم بأن تبقى قطر حرة عزيزة كريمة، تسمو بروح

## وصلات خارجية
- للاستماع إلى النشيد الوطني القطري